# Melaniparus griseiventris
Melaniparus griseiventris е вид птица от семейство Paridae.

## Разпространение
Видът е разпространен в Ангола, Замбия, Зимбабве, Демократична република Конго, Малави, Мозамбик и Танзания.